# نهاد ریاست‌جمهوری آذربایجان
نهاد ریاست‌جمهوری آذربایجان (ترکی آذربایجانی: Azərbaycan Respublikası Prezidentinin Administrasiyası) نهادی دولتی می‌باشد، که به منظور تأمین شرایط مناسب برای اجرای اختیارات رئیس‌جمهور این کشور تعریف شده در قانون اساسی تشکیل شده است. از ۷ فوریه سال ۱۹۹۵ تا ۲۳ اکتبر ۲۰۱۹ مسئولیت این نهاد را رامیز مهدی‌اف به عهده داشت. الهام علی‌اف، رئیس‌جمهوری آذربایجان با حکمی در روز اول نوامبر سال ۲۰۱۹، سامیر نوری‌اف را در این سمت جایگزین او نمود. ریاست کل نهاد به عهده رئیس‌جمهور این کشور است. محل این نهاد که دفتر رئیس‌جمهور آذربایجان نیز است، در خیابان «استقلالیت» باکو قرار دارد.

## تاریخچه
تاریخ تأسیس نهاد ریاست‌جمهوری آذربایجان به اعلام استقلال آذربایجان از شوروی در ۱۸ اکتبر سال ۱۹۹۱ بازمی‌گردد. محل قرارگیری نهاد یک ساختمان دوازده طبقه با نمایی مرمری و گرانیتی بود. ساخت این بنا با ابتکار حیدر علی‌اف، دبیرکل وقت حزب کمونیست آذربایجان شوروی، تحت نظارت «فؤاد اروجوف»، و به معماری «طاهر الله‌وردی‌اف» و «مدت خلفوف» در سال ۱۹۷۸ شروع و در ۱۹۸۶ تکمیل شد. بعد در اختیار حزب کمینیست آذربایجان شوروی قرار گرفت. در پی کسب استقلال آذربایجان از شوروی در سال ۱۹۹۱ ساختمان به دستگاه ریاست‌جمهوری واگذار گردید و در سال ۲۰۰۳ به نهاد ریاست‌جمهوری تغییر نام داده شد.

## ساختار
ساختار نهاد ریاست‌جمهوری آذربایجان به شرح ذیل است:
- معاونت رئیس‌جمهور آذربایجان
- دبیرخانه معاون اول رئیس‌جمهور آذربایجان
- قسمت امور سیاست زراعتی
- بخش امور مربوط به سیاست‌های ارضی و سازمانی
- قسمت امور نیروی انتظامی و مسائل نظامی
- بخش امور سیاست خارجی
- بخش امور اجتماعی و سیاسی
- بخش مسائل اقتصادی
- قسمت سیاست‌گذاری اقتصادی و مسائل صنعتی
- قسمت امور روابط فراملی، چندفرهنگ گرایی و مسائل مذهبی
- دبیرخانه رئیس‌جمهور، معاون رئیس‌جمهور
- دبیر مطبوعاتی رئیس‌جمهور
- سرویس پروتکلی رئیس‌جمهور
- بخش خدمت کشوری و مسائل منابع انسانی
- بخش اداره کشور
- بخش مسائل جوانان و ورزش
- بخش امور سیاست‌های بشردوستانه
- بخش امور توسعه نوآورانه و دولت الکترونیکی
- بخش قانون‌گذاری و بررسی مسائل حقوقی
- بخش امور مربوط به اسناد و رسیدگی به استعلامات شهروندان
- بخش پژوهش و برنامه‌ریزی استراتژیک
- بخش اداری